# Elbbach
L'Elbbach est une rivière allemande de 40 km de long qui coule dans les Länder de Rhénanie-Palatinat et de Hesse. Elle est un affluent de la Lahn et donc un sous-affluent du Rhin.